# Placentophora
Placentophora, monotipski rod crvenih algi iz porodice Placentophoraceae Jedina vrsta je Placentophora colensoi, morska laga s tipičnim lokalitetom kod rta Cape Turnagain u Novom Zelandu.

## Sinonimi
- Prionitis colensoi Hooker f. & Harvey 1855
- Thysanocladia colensoi (Hooker f. & Harvey) J.Agardh 1876
- Sarcodiotheca colensoi (Hooker f. & Harvey) Kylin 1932